# Gymnastique suédoise

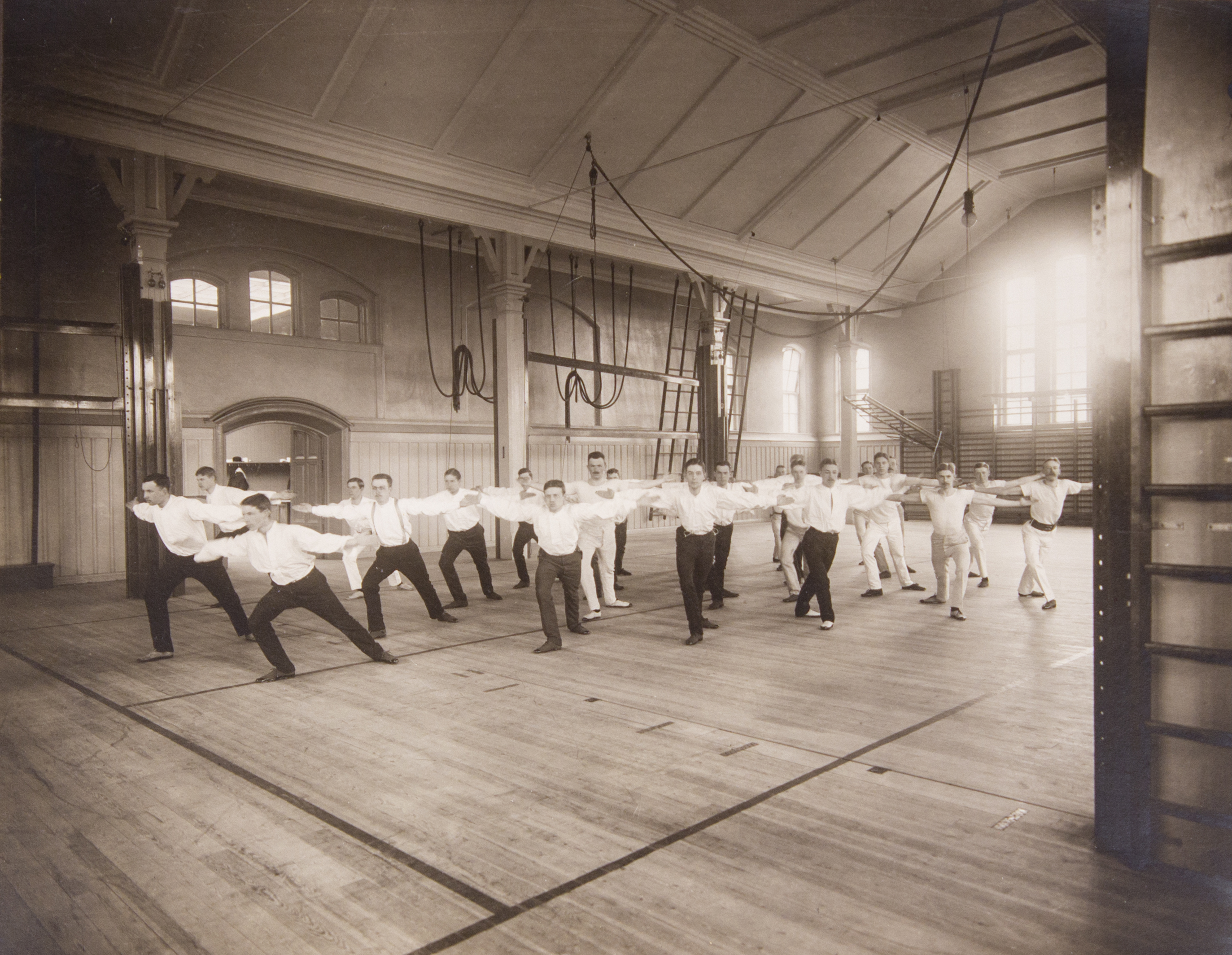
Pratique de la gymnastique suédoise à l'université d'Uppsala (1908).

La gymnastique suédoise est une discipline structurée par Pehr Henrik Ling au début du XIXe siècle qui combine les gestes classiques de la gymnastique en y adjoignant des exercices de kinésithérapie. Cette méthode s'appuie depuis ses origines sur les données d’anatomie humaine connues au XIXe siècle : elle repose sur une décomposition analytique des mouvements du corps. En 1978, Johan Holmsäter et une équipe de kinésithérapeutes a agrémenté cette pratique de chansons modernes afin de lui donner un aspect ludique. On parle aussi de massage suédois pour les composantes de kinésithérapie.

## La pratique

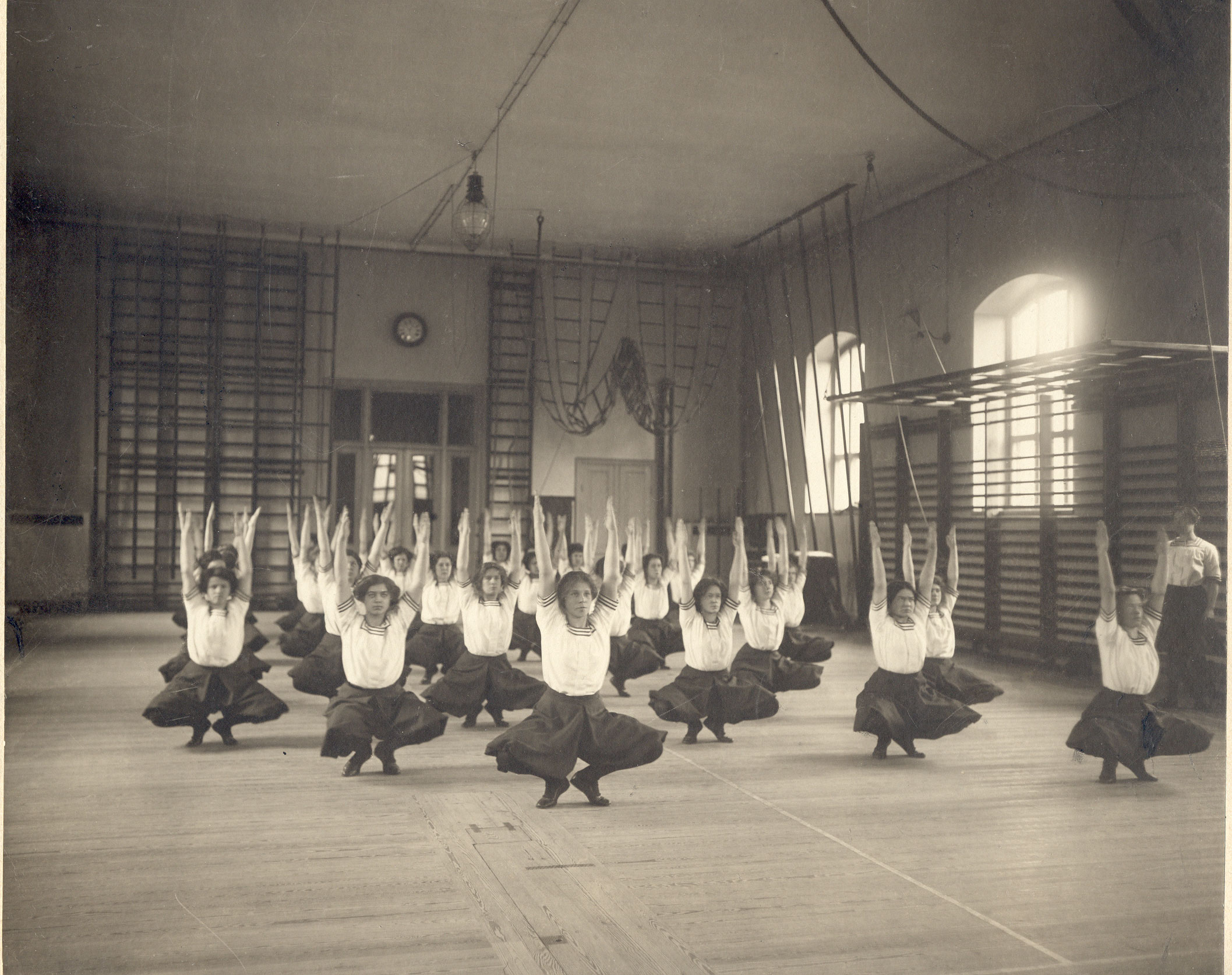
L'Institut Ling de gymnastique à Stockholm (1910).

Comme tout système à visée éducative la gymnastique suédoise comporte diverses formes et diverses étapes qui vont en se complexifiant. La gymnastique suédoise poursuit des buts comme l'amélioration de la santé à laquelle elle ne veut pas nuire par des gestes incorrects, voire traumatisants. Elle enseignera donc à l'origine des postures corporelles qu'elle juge correctes à partir d'une analyse mécanique dans une première phase, biomécanique dans une seconde phase, dynamique dans une troisième puis dans des situations ouvertes (voire sportives) en fin d'évolution.
La pratique repose sur des séries d'exercices répétitifs, généralement sans le recours à du matériel. Le but est comme beaucoup de pratiques sportives de renforcer à la fois le système musculaire mais également cardiovasculaire du pratiquant. Cela peut également améliorer les capacités de souplesse, d'équilibre et de coordination.

## Exercices courants
Dans un premier temps, afin que les pratiquants acquièrent des postures et mouvements corrects les gestes respectueux du squelette et de l'ensemble du corps sont enseignés.
La gymnastique suédoise consiste à cette étape à exécuter des mouvements décomposés en trois phases :
- une attitude statique de départ,
- la mobilisation d'un ou plusieurs segments du corps,
- l'attitude statique imposée en fin de mouvement, celle-ci constitue le point de repère du mouvement anatomique développé dans son ensemble.

Typiquement, une séance de gymnastique suédoise comprend :
1. une prise en main - mise en train : marche scandée
2. des mouvements analytiques : mouvements exerçant les muscles du cou, mouvements des bras, mouvements des jambes, mouvements des régions antérieures et postérieures du tronc, mouvements latéraux, mouvements combinés.
3. une gymnastique d'application : course, saut, pompes, grimper de corde, etc. Exécution de gestes rythmés
4. marche lente accompagnée éventuellement de chant.

## Historique
La gymnastique suédoise est une modalité de la gymnastique fonctionnelle ou « pro-anatomique », forme de gymnastique qui évite de trop solliciter les membres, tendons et les ligaments. Son objectif de renforcer la musculature du tronc et par là, de contribuer au maintien de l'individu. En Allemagne, son principal promoteur fut Hugo Rothstein, mais l'engouement pour la gymnastique artistique empêcha sa diffusion.
Au début du XXe siècle, une disciple de François Delsarte, l'Américaine Bess Mensendieck (1864–1957), popularisa sa pratique chez les femmes, par son ouvrage Physical Culture of the Woman (1906), en la rebaptisant « gymnastique statique ». Mensendieck a été relayée en Allemagne par Hedwig Kallmeyer puis Rahel Hirsch. Alexandre Vialatte a plaisamment évoqué l'engouement pour cette forme de gymnastique dans sa chronique de L'Intransigeant (1er mars 1927).